# Robin Hood - Il segreto della foresta di Sherwood
Robin Hood - Il segreto della foresta di Sherwood (Beyond Sherwood Forest) è un film per la televisione del 2009 diretto da Peter DeLuise.

## Trama
Nel cuore della foresta di Sherwood, due uomini si trovano a discutere in merito al destino di una fanciulla ferita e svenuta ai piedi di un albero. Un giovane Robin Hood da dietro un albero assiste alla scena fino al momento in cui il padre William, viene colpito a tradimento alle spalle da quello che credeva suo amico. Prima di morire l'uomo intima al figlio di fuggire, inseguito a ruota da Malcolm, l'assassino. Giunto al magico portale che conduce alla Selva Oscura egli non osa proseguire oltre, credendo che il giovane lo abbia superato.
Inghilterra, 1174 (quindici anni dopo). Re Riccardo si trova in Terra Santa per combattere come crociato mentre il trono è nelle mani di suo fratello, il principe Giovanni. Un'irriverente e combattiva Lady Marian, pupilla dell'ora sceriffo di Nottingham Malcolm e ignara del delitto compiuto anni prima, è al centro di un matrimonio politico con il duca Leopoldo d'Austria, di vent'anni più vecchio. Per sfuggire alle nozze indesiderate la ragazza, si traveste da uomo e scappa nella foresta di Sherwood, dove ben presto s'imbatte in una sua vecchia conoscenza: Robin Hood, ormai divenuto un famoso fuorilegge. La giovane, dopo un incontro-scontro in cui viene rivelato il suo travestimento, riconosce immediatamente chi si trova di fronte, ma, ferita per non essere a sua volta riconosciuta, si presenta sotto falso nome, anche se poco dopo frà Tuck svela a Robin la vera identità della ragazza.
Nel frattempo, il principe Giovanni intima allo sceriffo di mettersi sulle tracce della fuggiasca, importante pedina di scambio per l'alleanza con l'Austria. Malcolm allora si reca nelle segrete del castello, dove incatenata al buio ritroviamo la stessa fanciulla ferita nella foresta di Sherwood quindici anni prima. I due stabiliscono un misterioso patto, secondo il quale se la giovane - di nome Alina, gli riporterà indietro Lady Marian, avrà indietro ciò che le sottrasse in passato e con esso la sua libertà. La giovane Alina, nel rivedere la luce del sole, rivela la sua natura magica trasformandosi in un drago e spiccando il volo. Il mostro attacca il villaggio dove fino a poche ore prima si trovavano Robin e Marian, dando la morte tra gli altri anche a frà Tuck, prima di essere ferito e costretto alla fuga. Il lutto per l'amico, il desiderio di vendetta per il padre e la malcelata gelosia per il matrimonio combinato di Marian spingono Robin Hood ad attraversare il magico portale della Selva Oscura per trovare il modo di sconfiggere il mostro che li ha attaccati. Qui, insieme ai fidi Little John e Will, incontra gli spiriti immortali dei Silvestri, che gli svelano la natura ibrida di Alina: sua madre Safira, creatura magica appartenente alla Selva Oscura, decise contro ogni regola di attraversare il portale per conoscere il mondo degli umani e, quando fece ritorno, portava in grembo la piccola Alina, ma, mentre la figlia nasceva pura, la madre ormai era maledetta dal contatto con il mondo degli uomini. Fu così costretta a mangiare la desamonia, frutto mistico che priva i Silvani della loro immortalità, ed in seguito uccisa. La bambina crebbe nel mondo magico, ma, sentendosi rifiutata dalla sua stessa gente, un giorno attraversò come sua madre il portale e la luce del sole fu la maledizione che la trasformò in una creatura destinata al male e alla distruzione. Dietro indicazione degli immortali, Robin ed i suoi si recano al "Muro del Gemito", unico luogo dove si trova la pianta della desamonia, per raccoglierne il frutto e porre fine alla maledizione di Alina.
Marian, in attesa di Robin e nascosta nella foresta, incontra Alina, che nelle ore notturne è ritornata alla sua forma umana, e, ignara della sua identità, si prende cura delle sue ferite. La giovane è colpita dalla gentilezza dimostratale da Marian, avendo sempre avuto a che fare con la crudeltà o l'emarginazione sia nel mondo degli uomini, che dei Silvestri. Una volta scoperta, Alina racconta a Mariaon che quindici anni prima tre uomini affrontarono il suo alter ego trasformato in bestia, una di loro venne uccisa, ma non fu lei a causare la morte di William, il padre di Robin. Malcolm, il vero assassino, le strappò il cuore - in quanto essere immortale non poteva causarne la morte - e lo nascose in un posto segreto, impedendole in questo modo di nutrirsi della desamonia, annullare la maledizione e vivere una vita da comune essere umano. Viene così svelato il patto che la lega all'ubbidienza con lo sceriffo di Nottingham.
Il mattino seguente lo sceriffo e i suoi scagnozzi scoprono il rifugio della banda di Robin nella foresta, catturano Marian e uccidono molti di loro, mentre Alina, grazie ai raggi del sole, riesce a trasformarsi e fuggire. Anche Robin viene catturato di ritorno dalla "Selva Oscura" e Malcolm riconosce in lui il figlio di William; i due si scontrano e l'arrivo di Alina, trasformata in drago, distrae lo sceriffo dal dare il colpo di grazia a Robin, che riesce così a uccidere lo sceriffo. Alina viene colpita dalla lama della spada intinta nella desamonia, perde l'immortalità e ritorna alla sua forma umana, ma, non avendo un cuore nel petto muore, tra le braccia di Robin. Robin e Marian riescono poi a ottenere lo scioglimento del fidanzamento con il duca d'Austria grazie a dei documenti sottratti allo sceriffo.